# Iowa osztály
Az Iowa osztály hajói voltak az Amerikai Egyesült Államok Haditengerészete által hadrendbe állított utolsó, egyben legnagyobb és legerősebb csatahajók. Az USA haditengerészete 1938-ban rendelte meg az osztály 6 hajóját: a USS Iowat, a USS New Jerseyt, a USS Missourit és az USS Wisconsint. A USS Illinois és a USS Kentucky nem készült el. Ezek a csatahajók gyorsak voltak és rendkívül erős légvédelemmel rendelkeztek, ami alkalmassá tette őket a csendes-óceáni háborúra. A hajótest kialakításánál figyelembe vették a Panama-csatorna zsilipeinek szélességét, ezért alakjuk hidrodinamikai szempontból nem ideális. Újabban azt feltételezik Normann Friedmann U.S. Battleships c. könyve alapján (1986, Annapolis), hogy az osztály leggyorsabb hajója a New Jersey egyszer, kísérletek során tényleg elérte a 31 csomós sebességet, gyakorlatban azonban az osztály sebessége nem haladta meg a 28 csomót. Az 1980-as években az osztály minden tagját felújították: az elektronikai és létfenntartó berendezéseket, illetve a fegyverzetüket jelentősen korszerűsítették: Tomahawk robotrepülőgépeket és közel körzeti légvédelmükre az Mk15 CIWS rendszerű Phalanx gépágyúkat telepítettek. A szolgálatba állított egységek hadrendi jelzése BB 61-től BB 64-ig terjedt.

## Fő fegyverzet
Az Iowa fő fegyverzetét kilenc darab 16in/50 Mark 7 típusjelzésű hajóágyú adta. A kilenc 406 mm-es löveget három tripla ágyútoronyba helyezték el; ezek közül egy a felépítmény mögött, kettő pedig előtte lett kialakítva. A 16in/45 Mark 6 elődtípushoz képest ezek az ágyúk hosszabbak voltak, továbbá magasabb nyomáson dolgoztak, így nagyobb torkolati sebességet tettek lehetővé. Ez jobb ballisztikai paramétereket és függőleges páncéltörési képességet eredményezett, jóllehet az elődtípus élettartama hosszabb, vízszintes páncéltörési értékei pedig jobbak voltak. Az ágyúk úgynevezett „szuper nehéz” („super heavy”), 1 225 kg tömegű páncéltörőgránátok, vagy 862 kg tömegű, nagy robbanó erejű lövedékek indítását tették lehetővé; az előbbit 762 m/s, utóbbit pedig 820 m/s kezdősebesség mellett. A páncéltörő gránátok hatótávolsága maximális, 45 fokos csőemelkedés mellett 38 720 méter volt. Az ágyúk újra töltéséhez elméletileg 30 másodpercre volt szükség. A lövedékszóródást három ágyús sortűz esetén a lőtávolság 1,0 %-ára, kilenc ágyús sortűz esetén annak 1,9 %-ára becsülték.

## A fő fegyverzet tűzvezetése
Az Iowa osztályú csatahajók fő fegyverzetét két Mark 38 és egy Mark 40 típusjelzésű tüzérségi állásból irányították. Mindkét Mark 38 tüzérségi állás magába foglaltak egy Mark 48 típusjelzésű, 8,1 méteres bázistávolságú, sztereoszkopikus távmérőt. A Mark 40 tüzérségi állást nem látták el távmérővel, de mind a három tüzérségi állást felszerelték rádiólokátorral. A fő lövegtornyokat 14,0 méteres távolságmérőkkel látták el, de a legelső lövegtorony távmérőjét később eltávolították. Az optikai eszközök és rádiólokátorok szolgáltatta információt a hajó gyomrában kialakított Mark 8 Rangkeeper, azaz analóg számítógép dolgozta fel és továbbította az ágyúkhoz. A hajó imbolygását a Mark 41 Stable Vertical típusjelzésű függőleges stabilizátorral korrigálták. A tűzvezető rendszer áramköreit a Mark 21 Fire-Control Switchboard, azaz tűzvezető kapcsolószekrénnyel lehetett iránytani.

## Páncélzat
A hajó páncélzatát úgy tervezték, hogy az a létfontosságú részek – motortér, lőszerraktárak, fő lövegtornyok, parancsnoki híd, irányzótermek, csavartengelyek és kormánymű – számára ellenállást biztosítson 768 m/s sebességgel indított, 1 016 kg tömegű, 406 mm-es átmérőjű páncéltörő gránátokkal szemben, 16,5 km és 27,4 km közötti lőtávolságokon, valamint védelmet nyújtson a másodlagos fegyverzet és a tüzérségi állások számára repeszszilánkok ellen.
Az övvért vastagsága a vízvonalon 307 mm volt. A lemezsort egy 22 mm vastag alátétre helyezték és 19 fokban elhajlították a függőlegestől. Az övvértet a hajótesten belül alakították ki. A külső héj vastagsága az övvért előtt 38 mm volt. A fő övvértet egy egészen a hajó tripla fenekéig nyúló alsó övvért követte, melynek vastagsága fokozatosan 41 mm-re csökkent. Ez a lemezsor védelmet nyújtott a vízvonal alatt becsapódó lövedékek ellen, valamint a torpedó elhárító rendszer harmadik válaszfalaként is funkcionált. A külső héj vastagsága az alsó övvért előtt 16 mm volt.
A hajó viharfedélzetét 38 mm vastag lemezek adták. A fő páncélfedélzetet egy fedélzeti szinttel a viharfedélzet alatt alakították ki. A fő páncélfedélzetet 32 mm vastag alátétekre helyzet, 121 mm vastag lemezek adták. A fő páncélfedélzet alatt egy 13–16 mm vastag repeszfogó fedélzetet alakítottak ki, melyet a 16 mm vastag harmadik fedélzet követett. A lőszerraktárak felett nem volt repeszfogó fedélzet, de ennek ellensúlyozása végett a harmadik fedélzet vastagságát 25 mm-re növelték.
A citadellát az Iowa és New Jersey esetében 287 mm-es maximális vastagságú keresztirányú válaszfalak zárták a hátsó fő lövegtorony és a legelső fő lövegtorony előtt. Az elülső válaszfal alsó nyúlványa azonban csak 216 mm vastag volt, míg a hátulsó válaszfalat a harmadik fedélzet alatt gyakorlatilag nem páncélozták, minthogy az a mögötte kialakított páncélfedélzet és övvért takarásában volt. A Missouri és Wisconsin válaszfalait erősebben páncélozták. A maximális lemezvastagság ezeknél a hajóknál elérte a 368 mm-t, míg az elülső válaszfal legkisebb vastagsága 297 mm volt.
A csavartengelyek és a kormánymű védelme érdekében egy 343 mm maximális vastagságú, 19 fokban döntött övvértet alakítottak ki a hátulsó keresztirányú válaszfal mögött. E lemezsor a vízvonal alatt fokozatosan vesztett vastagságából; legkisebb vastagsága 143 mm volt. A hátulsó övvértet egy 19 mm-es alátétekre helyezett, 142 mm vastag páncélfedélzet koronázta. A kormányműterem felett ezt azonban egy alátét nélküli, 157 mm vastag lemezsor váltotta fel. A rendszer egy 287 mm vastag válaszfalban ért véget a kormánymű mögött.
A fő lövegtornyok homlokpáncélzatát 64 mm vastag alátétekre helyezett, 432 mm vastag, 36,17 fokban döntött lemezek adták. Az oldalfalak 19 mm-es alátétekre helyezett, 241 mm vastag páncéllemezekből tevődtek össze. A lövegtorony hátulja 305 mm, tetőpáncélja 184 mm vastag volt. A barbetták oldalt 439 mm vastagok voltak, de középvonal fél haladva vastagságuk fokozatosan 295 mm-re csökkent. A fő páncélfedélzet alatt a barbettákat 76 mm-es, a harmadik fedélzet alatt 38 mm-es lemezek védték.
A parancsnoki híd oldalpáncélja 439 mm, tető páncélja 184 mm vastag volt. A padlót 102 mm vastag lemezekkel erősítették meg. A parancsnoki hídhoz tartozó kommunikációs csatorna 406 mm vastag páncélborítást kapott.
A másodlagos fegyverzet lövegtornyai 64 mm-es páncélzattal rendelkeztek. A tüzérségi állások, s azok kommunikációs csatornái könnyű, repeszfogó páncélzatot kaptak; a legnagyobb lemezvastagság nem haladta meg a 64 mm-t.
Az elülső válaszfal előtt a hajót nem páncélozták, de a torpedó válaszfalakat meghosszabbítottak, megerősítve így a hajóorrt.
A torpedó elhárító rendszer az alsó övvért és a külső héj között kialakított további két hosszanti válaszfal, valamint az övvért mögötti, negyedik torpedó válaszfal adta. A létrehozott négy hosszanti kamra közül a külső kettőt folyadékkal telítették, míg a belsőket üresen hagyták. A rendszer legnagyobb mélysége a fő keresztbordánál 5,5 méter volt és elméletileg ellenálló volt 318 kg TNT töltettel ellátott torpedók ellenében. Tesztek alapján a rendszer nem bizonyult sikeres konstrukciónak, részben azért, mert az alsó övvért túl merevvé tette azt.

### Immunitási zónák
Az Egyesült Államok haditengerészete által alkalmazott páncéltörési képleten alapuló számítások szerint a hajó a következő immunitási zónákkal rendelkezett az Japán Yamato-osztályú csatahajók 460 mm-es, 1 460 kg tömegű, 780 m/s kezdő sebességgel indított páncéltörő gránátjai ellen:

#### Motortér és lőszerraktárak
Alsó átütési határ: 22,7 km
Felső átütési határ: 27,2 km
Távolság az alsó és felső átütési határok között: 4,5 km

#### Fő lövegtornyok
Alsó átütési határ: 22,6 km
Felső átütési határ: 28,9 km
Távolság az alsó és felső átütési határok között: 6,3 km

#### Fő lövegtornyok barbettái és parancsnoki híd
Alsó átütési határ: 24,2 km
Felső átütési határ: 28,9 km
Távolság az alsó és felső átütési határok között: 4,7 km

#### Kormánymű
Alsó átütési határ: 22,6 km
Felső átütési határ: 26,3 km
Távolság az alsó és felső átütési határok között: 3,7 km

## USSIowa(BB 61)
A USS Iowat 1940-ben kezdték el építeni. 1942-ben bocsátották vízre, és 1943 februárjának végén állították hadrendbe. Először az USA atlanti-óceáni partvidékén járőrözött, majd az 1944 elején az Iowat átvezényelték a Csendes-óceánra. Az Iowa számos hadművelet során lőtte a partvédő japán állásokat, a háború végén több japán várost is. A háború után tartalékba helyezték.
A koreai háborúban észak-koreai állásokat lőtt. 1953-tól újra az atlanti vizeken és a Földközi-tengeren tevékenykedett. Az 1980-as évek elején átépítették. 1989 áprilisában az egyik lövegtorony belső robbanás következtében megsemmisült. Közel 50 ember halt meg a balesetben. A károkat nem javították ki. 2012-től Los Angeles térségében látogatható múzeumhajóként.

## USSNew Jersey(BB 62)
A USS New Jerseyt 1940-ben kezdték építeni. 1942-es vízre bocsátását követően 1943 májusának végén állt hadrendbe. Először az atlanti vizeken szolgált, majd 1944 elején a Csendes-óceánra irányították. Fő feladata a repülőgép-hordozók védelme volt. Japán támaszpontokat is lőtt. Részese volt az Ivo Dzsima és Okinava elfoglalására indított hadműveleteknek is. 1948-ban tartalékba került.
A koreai háborúban részt vett, majd újra tartalékba került. A vietnámi háborúban is részt vett, akkor felújították. A háború után újra tartalékba került. Az 1980-as években újabb átalakításokat végeztek rajta, majd Libanon partjainál vett részt harci bevetésen. 1991-ben végleg kivonták a flotta állományából.

## USSMissouri(BB 63)
A USS Missouri 1944 elején bocsátották vízre. 1944 nyarán állt hadrendbe. A Csendes-óceánon harcolt a japánok ellen. 1945 tavaszán részt vett Okinava ágyúzásában. Ebben a hadműveletben két kamikáze-támadás is érte, de rövidesen kijavították. Fedélzetén írták alá a japán kapitulációs okmányt. A háború után kiképzési és egyéb célokra használták. Eközben a hajó zátonyra futott, komoly sérülésekkel sikerült csak levontatni. A javítások nyoma ma is látható.
A koreai háború idejére aktiválták, majd hosszú időre újra tartalékba került. 1984-ben átépítették. A kilencvenes évek elején részt vett az öbölháborúban, majd kivonták a szolgálatból.
A Missouri szerepelt az Úszó erőd című filmben, valamint Cher If I Could Turn Back Time című klipjében is ez a hajó látható. A Csatahajó című amerikai filmben is ez a hajó szerepel.

## USSWisconsin(BB 64)

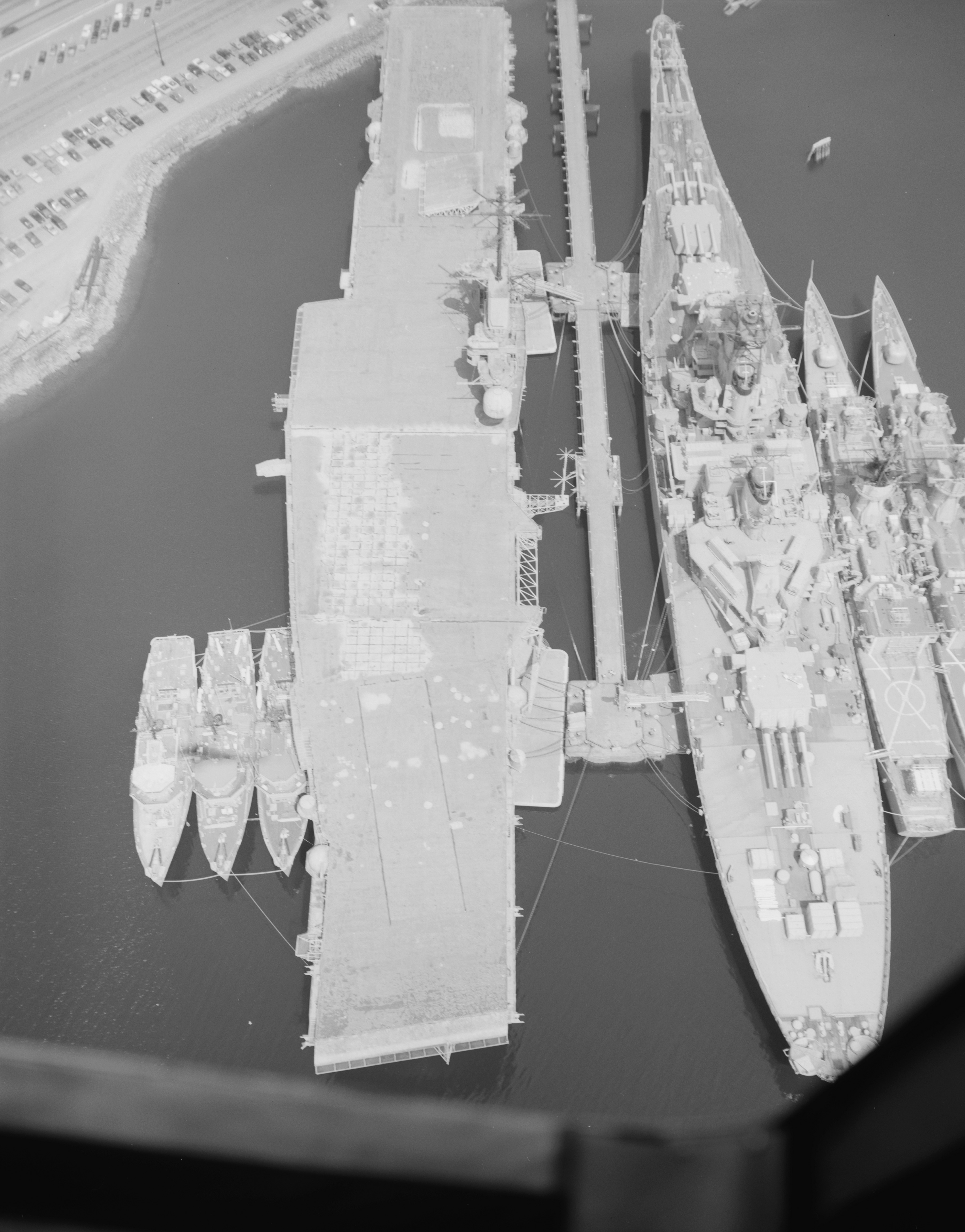
Egy Iowa osztályú csatahajó – a New Jersey – gyönyörű hátsó felülnézetből, amint az Essex osztályú USS Hornet repülőgép-hordozó mellett horgonyoz Washington államban, 1992-ben

A USS Wisconsin építését 1941-ben kezdték meg. 1943-as vízre bocsátását követően 1944 áprilisában állt hadrendbe. Rövid atlanti szolgálatot követően szeptemberben átvezényelték a Csendes-óceánra. Több sziget elfoglalásában részt vett, emellett repülőgép-hordozókat is kísért. A háború után tartalékba került.
A koreai háború során újra hadrendbe állt. Az ötvenes évek végén főként a kubai vizeken tevékenykedett. 1956. május 7-én összeütközött az Eaton rombolóval.
1958-ban ismét tartalékba helyezték. Az 1980-as évek végén átépítették. Az öbölháború során az iraki állásokat támadta. A háború után kivonták a szolgálatból.

## USSIllinois(BB 65)
A USS Illinois Az Amerikai Egyesült Államok Haditengerészete (US Navy) egyik tervezett Iowa osztályú csatahajója volt. A hajó építését felfüggesztették, a hajót pedig lebontották.
A hajót 1945. január 15-én kezdték építeni a philadelphiai tengerészeti hajógyárban (Philadelphia Naval Shipyard). Az építést 1945. augusztus 12-én állították le, mikor a hajó körülbelül 22%-os készültségi állapotban volt. Építése leállítása után a hajóval hosszú ideig semmi nem történt, amíg 1958-ban a félkész hajótestet el nem adták fémhulladéknak.

## USSKentucky(BB 66)
A USS Kentuckyt 1944. december 6-án kezdtek építeni a portsmouth-i Norfolk tengerészeti hajógyárban (Norfolk Navy Yard), Virginiában, de építését 1947. február 17-én felfüggesztették, mikor a hajó 72,1%-a már kész volt. 1950. január 20-án a félkész hajót vízre bocsátották, hogy kiürítsék a dokkot, mert szükség volt rá a USS Missouri megjavításánál, miután a hajó zátonyra futott.
A USS Kentucky főgépeit később két másik hajó, a USS Sacramento és a USS Camden használta fel. Azóta mindkét hajót kivonták a hadrendből.
1956 májusában vagy júniusában a USS Kentucky orrát eltávolították, és egy nagy bárkán visszaszállították a virginiabeli Newport News-ból (ahova előzőleg átvontatták), a Norfolk tengerészeti hajógyárba, hogy felhasználják azt a USS Wisconsin javításánál, amely 1956. május 6-án megsérült a USS Eaton-nel történt ütközés következtében. Később gyártottak egy új orrot a USS Kentuckyhoz, de azt soha nem szerelték fel.
A USS Kentuckyt 1958. június 9-én törölték a nyilvántartásból. A félkész hajótestet október 31-én eladták a baltimore-i Boston fémműveknek, bezúzás céljából.